# Hornera circumsulcata
Hornera circumsulcata är en mossdjursart som beskrevs av Hejjas 1894. Hornera circumsulcata ingår i släktet Hornera och familjen Horneridae. Inga underarter finns listade i Catalogue of Life.